# Crete
Crete es una villa ubicada en el condado de Will, Illinois, Estados Unidos. Tiene una población estimada, a mediados de 2021, de 8407 habitantes.

## Geografía
La localidad está ubicada en las coordenadas 41°26′26″N 87°37′28″O / 41.44056, -87.62444. Según la Oficina del Censo de los Estados Unidos, Crete tiene una superficie total de 24.41 km², de la cual 24.37 km² corresponden a tierra firme y 0.04 km² son agua.

## Demografía
Según el censo de 2020, en ese momento había 8465 personas residiendo en Crete. La densidad de población era de 347 hab./km². El 49.79% de los habitantes eran blancos, el 36.53% eran afroamericanos, el 0.56% eran amerindios, el 0.89% eran asiáticos, el 0.01% era isleño del Pacífico, el 4.55% eran de otras razas y el 7.68% eran de una mezcla de razas. Del total de la población, el 10.50% eran hispanos o latinos de cualquier raza.